# Ꚉ

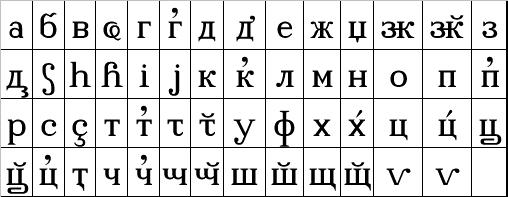
Alfabet abchaski w wersji Michaiła Romualdowicza Zawadskogo z 1887 r.

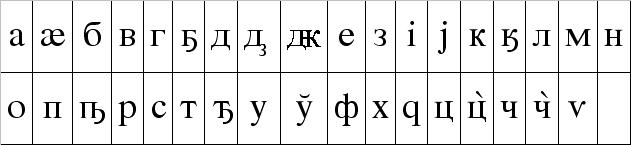
Alfabet osetyjski w XIX wieku

Ꚉ, ꚉ (dze, edz) – litera rozszerzonej cyrylicy. Wykorzystywana była w odmianie alfabetu abchaskiego stworzonej przez Michaiła Romualdowicza Zawadskogo, w której oznaczała dźwięk [dz]. We współczesnym alfabecie abchaskim odpowiada jej litera Ӡ.
Litera Ꚉ występuje również w gramatyce języka osetyjskiego wydanej w 1844 r. przez Andreasa Sjögrena. 

## Przykłady użycia
| Język     | Przykład       | Przykład        | Tłumaczenie |             |
| Język     | Pisownia dawna | Pisownia obecna | Tłumaczenie |             |
| --------- | -------------- | --------------- | ----------- | ----------- |
| osetyjski | хаꚉар          | хæдзар          | dom         | [ 3 ]       |
| osetyjski | фонꚉ           | фондз           | pięć        | [ 3 ] [ 4 ] |
| osetyjski | ꚉут            | дзутт           | Żydzi       | [ 3 ] [ 5 ] |

## Kodowanie
| Znak                   | Ꚉ                            | Ꚉ                            | ꚉ                          | ꚉ                          |
| ---------------------- | ---------------------------- | ---------------------------- | -------------------------- | -------------------------- |
| Nazwa w Unikodzie      | CYRILLIC CAPITAL LETTER DZZE | CYRILLIC CAPITAL LETTER DZZE | CYRILLIC SMALL LETTER DZZE | CYRILLIC SMALL LETTER DZZE |
| Kodowanie              | dziesiątkowo                 | szesnastkowo                 | dziesiątkowo               | szesnastkowo               |
| Unicode                | 42632                        | U+A688                       | 42633                      | U+A689                     |
| UTF-8                  | 234 154 136                  | ea 9a 88                     | 234 154 137                | ea 9a 89                   |
| Odwołania znakowe SGML | &#42632;                     | &#xA688;                     | &#42633;                   | &#xA689;                   |